# 亨特 (伊利諾伊州)
亨特（英語：Hunt）是位於美國伊利諾伊州布恩縣的一個非建制地區。該地的面積和人口皆未知。

## 地理
亨特的座標為42°25′44″N 88°52′15″W / 42.42889°N 88.87083°W，而該地的平均海拔高度為293米（即961英尺）。